# Ahmad Isam Sami
Ahmad Isam Sami Taufik (arab. أحمد عصام سامي توفيق; ur. 6 kwietnia 1997) – egipski zapaśnik walczący w stylu klasycznym. Wygrał mistrzostwa arabskie w 2021. Mistrz Afryki kadetów i drugi w 2014 roku.